# NGC 6591
NGC 6591 је спирална галаксија у сазвежђу Херкул која се налази на NGC листи објеката дубоког неба.
Деклинација објекта је + 21° 3' 49" а ректасцензија 18h 14m 3,7s. Привидна величина (магнитуда) објекта NGC 6591 износи 15,5 а фотографска магнитуда 16,3.